# A.L.T.
A.L.T., pseudonimo di Al Trivette (El Monte, 1970), è un rapper statunitense, conosciuto soprattutto per il suo brano del 1992 Tequila giunto alla posizione n. 48 degli hot 100 Billboard.

## Discografia

### Album in studio
- 1991 - Latin Alliance (con Latin Alliance)
- 1991 - Another Latin Timebomb (Atlantic/East West)
- 1993 - Stone Cold World (Ruthless Records)
- 1999 - Crime Stories (con G'Fellas)
- 2001 - Gangster 4 Life (con G'Fellas)
- 2010 - The Resurrection (Hellafyde Records)